# Бутайшійя
Бутайшійя (араб. البطيشة) — село на півдні Лівану в районі Тір провінції Південний Ліван. Знаходиться на кордоні з Ізраїлем.
| Ліван | Це незавершена стаття з географії Лівану. Ви можете допомогти проєкту, виправивши або дописавши її. |